# Lomatogonium zhongdianense
Lomatogonium zhongdianense là một loài thực vật có hoa trong họ Long đởm. Loài này được S.W. Liu & T.N. Ho mô tả khoa học đầu tiên năm 1992.